# Ковальский, Николай Григорьевич
Николай Григорьевич Ковальский — известный советский и российский учёный в области физики плазмы и управляемого термоядерного синтеза, лауреат Государственной премии СССР (1986).
Первый советский учёный, посетивший американскую лабораторию в г. Лос-Аламос.

## Биография
Родился 5 ноября 1931 года. Окончил МФТИ (1954). В 1954—1956 на преподавательской работе в Новочеркасском политехническом институте.
В 1956—1959 гг. аспирант физического факультета МГУ.
С 1959 г. работал в ИАЭ им. И. В. Курчатова, затем в ГНЦ РФ ТРИНИТИ, зав. лабораторией. Под его руководством созданы не имеющие аналогов лазерно-термоядерные установки, разработаны методы диагностики плотной высокотемпературной плазмы с высоким временным, спектральным и пространственным разрешением.
Руководил проводимыми в ГНЦ РФ ТРИНИТИ экспериментальными исследованиями физики инерциального термоядерного синтеза с лазерным инициированием. Участвовал в создании лазерно-термоядерных установок и разработке методов диагностики быстропротекающих процессов.
С 1970 г. по совместительству преподавал в МФТИ, был одним из организаторов кафедры плазменной энергетики (1972). В 1988 г. присвоено учёное звание профессор.
В 1989—2004 гг. заместитель главного редактора Журнала экспериментальной и теоретической физики (ЖЭТФ).
Автор более 100 научных публикаций, в том числе соавтор 4 монографий.

## Награды и звания
Лауреат Государственной премии СССР (1986, в составе коллектива) — за цикл работ «Создание методов лазерной диагностики и исследование высокотемпературной плазмы в физическом эксперименте» (1963—1984). Заслуженный деятель науки Российской Федерации (2006). Награждён орденом «Знак Почёта» (1981).